# Raval del Castell
Raval del Castell – miejscowość w Hiszpanii, w Katalonii, w prowincji Girona, w comarce Baixa Cerdanya, w gminie Bolvir.
Według danych INE w 2020 roku liczyła 92 mieszkańców – 61 mężczyzn i 31 kobiet.